# Овчинников, Михаил Павлович
Михаи́л Па́влович Овчи́нников (5 ноября 1844 - 11 июня 1921) — русский революционер-народник, археолог, этнограф и архивист.

## Биография
Родился 5 ноября (17 ноября по новому стилю) 1844 года в Архангельской губернии в семье протопопа Усть-Двинской церкви.
Учился в Архангельской Духовной семинарии и в Петербургской Медико-хирургической академии, где пробыл всего один год. Оставив академию, служил писарем, весною 1873 года покинул и эту работу поступив молотобойцем на Механический завод Федосьева за Московской заставой. Через короткое время бросил и это занятие и «пошёл в народ» — ходил по деревням Московской, Калужской, Тверской, Орловской, Тульской и других губерний, где изучал крестьянский быт и одновременно вел пропаганду народовольческих идей.
В 1875 году Михаил Овчинников вместе с 50 другими товарищами—народовольцами («Процесс пятидесяти») был арестован, привлечен к суду и сослан в Сибирь в Енисейскую губернию. Через некоторое время был поселен в Канск, а затем переведен в Ирбейскую волость Канского округа. В 1881 году бежал с места ссылки. В 1887 году вновь был арестован и выслан на поселение на крайний север Сибири — отправлен в Верхоянск Якутской области, но по пути заболел и был оставлен в городе Олёкминске, где прожил несколько лет. В Олекминске Михаил Павлович Овчинников занимался изучением местного населения и собрал ценные материалы по истории, этнографии, шаманству и фольклору. Здесь же он начал заниматься археологией.
В 1891 году Овчинников получил разрешение на переезд в Иркутск, по прибытии в который принял деятельное участие в общественной жизни и в делах Восточно-Сибирского отдела Русского географического общества. В 1900 году он был избран действительным членом РГО. В 1904 году был избран членом Распорядительного комитета, а в 1908 году назначен консерватором Иркутского музея. В начале 1909 года М. П. Овчинников занялся архивоведением и при его непосредственном участии в Иркутске была образована в 1911 году Иркутская Ученая архивная комиссия, в которой он являлся одним из деятельнейших членов. В 1917 году был учрежден Губернский архив и в нём также работал Михаил Павлович.
1919—1920 годы Гражданской войны в России стали очень тяжёлыми для уже старого Михаила Овчинникова. От холода и недоедания он часто болел, но по-прежнему продолжал работу в холодном здании Губернского архива. В начале лета 1921 года его друзья положили для лечения в Университетскую клинику, где он и умер 11 июня 1921 года.